# La leyenda del tiempo
La leyenda del tiempo é um disco do cantor de flamenco Camarón.

## Faixas
1. "La leyenda del tiempo" (Federico García Lorca/Ricardo Pachón) – 3:41
2. "Romance del amargo" (García Lorca/Pachón) – 3:47
3. "Homenaje a Federico" (García Lorca/Pachón/Kiko Veneno) – 4:10
4. "Mi niña se fue a la mar" (García Lorca/Pachón/Veneno) – 3:05
5. "La tarara" (Popular/Adaptação: R. Pachón) – 3:46
6. "Volando voy" (Veneno) – 3:25
7. "Bahía de Cádiz" (Pachón/Fernando Villalón) – 2:56
8. "Viejo mundo" (Omar Khayyam/K. Veneno) – 2:45
9. "Tangos de la sultana" (Antonio de Casas/Pachón/Francisco Velázquez) – 4:29
10. "Nana del caballo grande" (García Lorca/Adapt. musical: R. Pachón) – 4:58